# Adolfo Federico III di Meclemburgo-Strelitz
Adolfo Federico III di Meclemburgo-Strelitz (Neustrelitz, 7 giugno 1686 – Schwerin, 11 dicembre 1752) fu duca di Meclemburgo-Strelitz dal 1708 fino alla sua morte.

## Biografia
Adolfo Federico era figlio di Adolfo Federico II di Meclemburgo-Strelitz (1658–1708) e di sua moglie, la principessa Maria di Meclemburgo-Güstrow (1659-1701). Suo padre aveva fondato il ducato di Meclemburgo-Strelitz nel 1701 dopo aver raggiunto un accordo con il duca di Meclemburgo-Schwerin.
Egli succedette al padre sul trono del Ducato di Meclemburgo-Strelitz il 12 maggio 1708. Nel 1712 un terribile incendio distrusse il castello della famiglia ducale a Strelitz, e la famiglia di Adolfo Federico si recò a vivere nella propria residenza di caccia. Attorno a questo luogo venne costruita la città di Neustrelitz. Nel 1733 la città venne completata e divenne la nuova capitale ufficiale del Ducato di Meclemburgo-Strelitz nel 1736.
Nel 1748 organizzò un incontro segreto col duca Cristiano Ludovico II di Meclemburgo-Schwerin, col quale progettò la ricostruzione di un governo unitario del Meclemburgo, ma questo progetto fallì per l'opposizione dei nobili locali, che nell'una e nell'altra parte auspicavano l'autonomia amministrativa.
Adolfo Federico morì a Schwerin e gli succedette il nipote Adolfo Federico.

## Matrimonio e figli

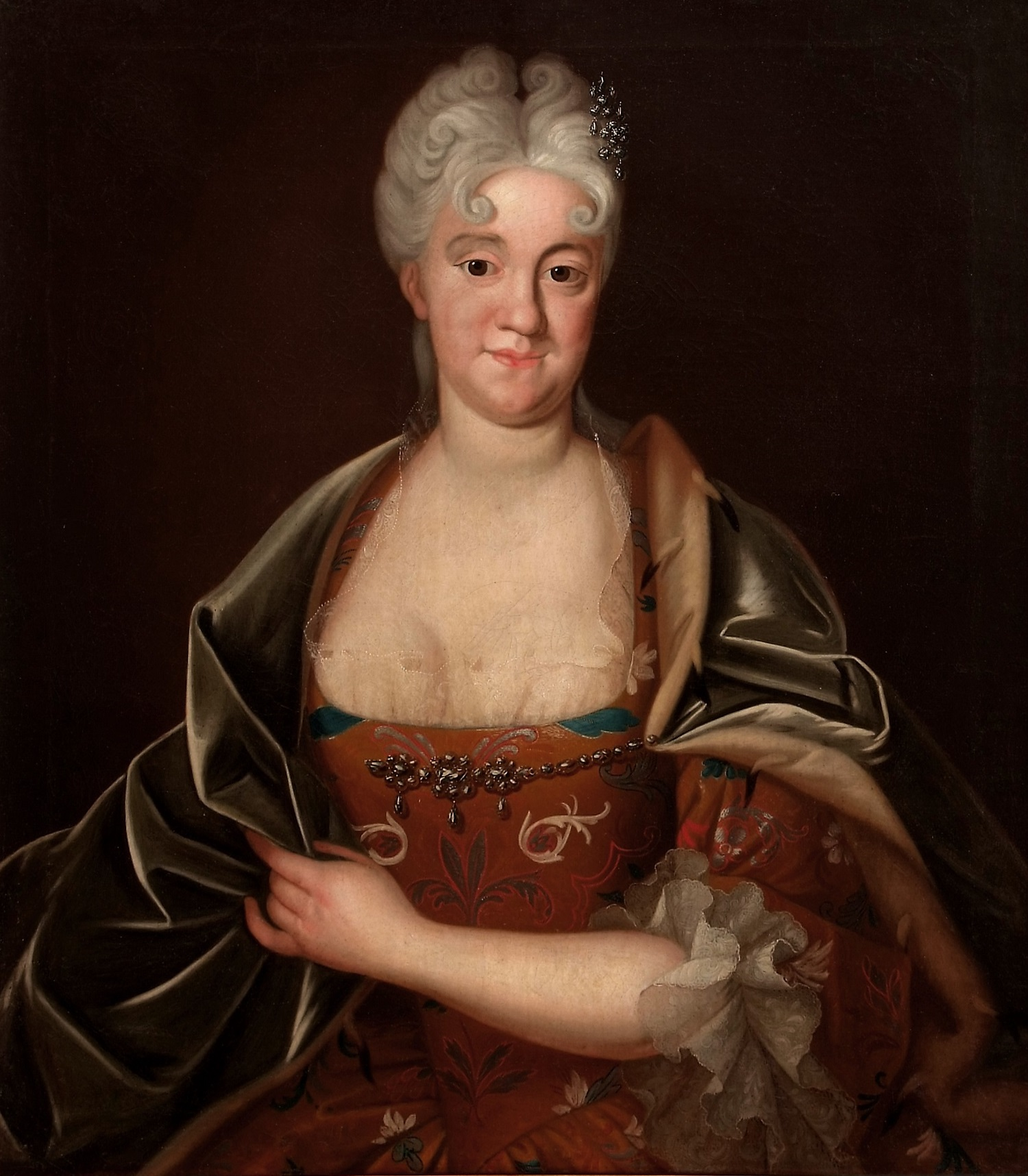
Dorotea di Schleswig-Holstein-Sonderburg-Plön

Adolfo Federico sposò la principessa Dorotea Sofia di Schleswig-Holstein-Sonderburg-Plön (1692-1765) il 16 aprile 1709 a Reinfeld, da cui ebbe due figlie entrambe morte premature:
- Maria Sofia (5 maggio 1710 – 21 febbraio 1728), nel 1719 venne nominata badessa dell'Abbazia di Rühn, ma probabilmente non esercitò mai questo incarico, preferendo continuare a vivere in maniera secolare
- Maddalena Cristina (21 luglio 1711 – 27 gennaio 1713)

## Ascendenza
|                                             |                                       |                                        | Genitori                                  |  |  | Nonni |  |  | Bisnonni                             |  |  | Trisnonni                                  |  |
|                                             |                                       |                                        |                                           |  |  |       |  |  | Giovanni VII di Meclemburgo-Schwerin |  |  | Giovanni Alberto I di Meclemburgo-Schwerin |  |
|                                             |                                       |                                        |                                           |  |  |       |  |  | Giovanni VII di Meclemburgo-Schwerin |  |  | Giovanni Alberto I di Meclemburgo-Schwerin |  |
|                                             |                                       | Anna Sofia di Hohenzollern             |                                           |  |  |       |  |  | Giovanni VII di Meclemburgo-Schwerin |  |  |                                            |  |
| Adolfo Federico I di Meclemburgo-Schwerin   |                                       |                                        |                                           |  |  |       |  |  | Giovanni VII di Meclemburgo-Schwerin |  |  |                                            |  |
|                                             |                                       | Sofia di Holstein-Gottorp              | Adolfo di Holstein-Gottorp                |  |  |       |  |  |                                      |  |  |                                            |  |
|                                             |                                       | Sofia di Holstein-Gottorp              | Adolfo di Holstein-Gottorp                |  |  |       |  |  |                                      |  |  |                                            |  |
|                                             |                                       | Sofia di Holstein-Gottorp              | Cristina d'Assia                          |  |  |       |  |  |                                      |  |  |                                            |  |
| Adolfo Federico II di Meclemburgo-Strelitz  |                                       | Sofia di Holstein-Gottorp              |                                           |  |  |       |  |  |                                      |  |  |                                            |  |
|                                             |                                       | Giulio Ernesto di Brunswick-Dannenberg | …                                         |  |  |       |  |  |                                      |  |  |                                            |  |
|                                             |                                       | Giulio Ernesto di Brunswick-Dannenberg | …                                         |  |  |       |  |  |                                      |  |  |                                            |  |
|                                             |                                       | Giulio Ernesto di Brunswick-Dannenberg | …                                         |  |  |       |  |  |                                      |  |  |                                            |  |
| Maria Caterina di Braunschweig-Dannenberg   |                                       | Giulio Ernesto di Brunswick-Dannenberg |                                           |  |  |       |  |  |                                      |  |  |                                            |  |
|                                             |                                       | Maria dell'Osterfriesland              | …                                         |  |  |       |  |  |                                      |  |  |                                            |  |
|                                             |                                       | Maria dell'Osterfriesland              | …                                         |  |  |       |  |  |                                      |  |  |                                            |  |
|                                             |                                       | Maria dell'Osterfriesland              | …                                         |  |  |       |  |  |                                      |  |  |                                            |  |
| Adolfo Federico III di Meclemburgo-Strelitz |                                       | Maria dell'Osterfriesland              |                                           |  |  |       |  |  |                                      |  |  |                                            |  |
|                                             | Ernesto I di Sassonia-Gotha-Altenburg | Giovanni di Sassonia-Weimar            |                                           |  |  |       |  |  |                                      |  |  |                                            |  |
|                                             | Ernesto I di Sassonia-Gotha-Altenburg | Giovanni di Sassonia-Weimar            |                                           |  |  |       |  |  |                                      |  |  |                                            |  |
|                                             | Ernesto I di Sassonia-Gotha-Altenburg | Dorotea Maria di Anhalt                |                                           |  |  |       |  |  |                                      |  |  |                                            |  |
| Gustavo Adolfo di Meclemburgo-Güstrow       | Ernesto I di Sassonia-Gotha-Altenburg |                                        |                                           |  |  |       |  |  |                                      |  |  |                                            |  |
|                                             |                                       | Elisabetta Sofia di Sassonia-Altenburg | Giovanni Filippo di Sassonia-Altenburg    |  |  |       |  |  |                                      |  |  |                                            |  |
|                                             |                                       | Elisabetta Sofia di Sassonia-Altenburg | Giovanni Filippo di Sassonia-Altenburg    |  |  |       |  |  |                                      |  |  |                                            |  |
|                                             |                                       | Elisabetta Sofia di Sassonia-Altenburg | Elisabetta di Brunswick-Wolfenbüttel      |  |  |       |  |  |                                      |  |  |                                            |  |
| Maria di Meclemburgo-Güstrow                |                                       | Elisabetta Sofia di Sassonia-Altenburg |                                           |  |  |       |  |  |                                      |  |  |                                            |  |
|                                             |                                       | Augusto di Sassonia-Weissenfels        | Giovanni Giorgio I di Sassonia            |  |  |       |  |  |                                      |  |  |                                            |  |
|                                             |                                       | Augusto di Sassonia-Weissenfels        | Giovanni Giorgio I di Sassonia            |  |  |       |  |  |                                      |  |  |                                            |  |
|                                             |                                       | Augusto di Sassonia-Weissenfels        | Maddalena Sibilla di Hohenzollern         |  |  |       |  |  |                                      |  |  |                                            |  |
| Maddalena Sibilla di Holstein-Gottorp       |                                       | Augusto di Sassonia-Weissenfels        |                                           |  |  |       |  |  |                                      |  |  |                                            |  |
|                                             |                                       | Anna Maria di Meclemburgo-Schwerin     | Adolfo Federico I di Meclemburgo-Schwerin |  |  |       |  |  |                                      |  |  |                                            |  |
|                                             |                                       | Anna Maria di Meclemburgo-Schwerin     | Adolfo Federico I di Meclemburgo-Schwerin |  |  |       |  |  |                                      |  |  |                                            |  |
|                                             |                                       | Anna Maria di Meclemburgo-Schwerin     | Anna Maria della Frisia orientale         |  |  |       |  |  |                                      |  |  |                                            |  |
|                                             |                                       | Anna Maria di Meclemburgo-Schwerin     |                                           |  |  |       |  |  |                                      |  |  |                                            |  |